# New Haven
New Haven é uma cidade localizada no estado americano do Connecticut, no condado de New Haven. Foi fundada em 3 de abril de 1638 e incorporada em 1784.
É conhecida por ser a sede da Universidade de Yale, a primeira cidade americana planejada, tendo sido inaugurada em 1638, e por ser o lugar de nascimento de várias personalidades famosas; dentre eles, o ex-presidente dos Estados Unidos, George W. Bush, o inventor Charles Goodyear, e os irmãos músicos Karen e Richard Carpenter.

## Geografia
De acordo com o Departamento do Censo dos Estados Unidos, a cidade tem uma área de 52,1 km², dos quais 48,4 km² estão cobertos por terra e 3,7 km² por água.

## Demografia
Segundo o censo nacional de 2010, a sua população é de 129 779 habitantes e sua densidade populacional é de 2 681 hab/km². É a segunda cidade mais populosa do estado, localizando-se na região do nordeste americano denominada Nova Inglaterra. A cidade possui 54 967 residências que resulta em uma densidade de 1 136,1 residências/km².

## Marcos históricos
O Registro Nacional de Lugares Históricos lista 69 marcos históricos em New Haven, dos quais 9 são Marco Histórico Nacional. Os primeiros marcos foram designados em 15 de outubro de 1966 e o mais recente em 19 de maio de 2021, o New Haven Armory.